# Nausika Stauridou
Nausika Stauridou (in greco Ναυσικά Σταυρίδου?; Salonicco, 12 agosto 1986) è un'ex cestista greca.

## Carriera
Con la Grecia ha disputato i Campionati europei del 2005 e i Campionati mondiali del 2010.